# هری کولکر
هاردینگ کولکر (انگلیسی: Henry Kolker; ۱۳ نوامبر ۱۸۷۰ – ۱۵ ژوئیهٔ ۱۹۴۷) کارگردان و هنرپیشه اهل ایالات متحده آمریکا بود.
از فیلم‌ها یا برنامه‌های تلویزیونی که وی در آن نقش داشته‌است، می‌توان به گروه موسیقی وارد می‌شود، خروس و زندگی پنهان والتر میتی اشاره کرد.